# Stemonyphantes blauveltae
Stemonyphantes blauveltae är en spindelart som beskrevs av Willis J. Gertsch 1951. Stemonyphantes blauveltae ingår i släktet Stemonyphantes och familjen täckvävarspindlar. Inga underarter finns listade i Catalogue of Life.